# 现代索纳塔
现代索纳塔（韓語：현대 쏘나타）是一款由现代汽车设计的中型车。产品始于1985年，名稱取自音樂術語奏鳴曲。

## 概述
每一款车都有自己的演进史，而作为现代公司最经典的索纳塔也不例外，索纳塔至今已经演变了近25年，在这25年里，索纳塔经历了很多，改变了很多，从第一代到第八代，经历了各种风格的改变：
- 第一代索纳塔于1985年11月正式上市，一上市便引起了全球的瞩目
- 第二代索纳塔于1988年上市，主要是对车的空间做了较为大的改变，使原来的空间更加的宽敞与宽阔。
- 第三代索纳塔于1993年推出，重点改变在车的减震以及车的减噪方面
- 第四代索纳塔于1998年隆重推出，这款车也是最为畅销的一款车
- 第五代索纳塔于2001年出厂，也是目前为止，顾客最为满意的一款车型
- 第六代索纳塔的推出引起了广泛关注，因为它本身具有先进的车身设计技术以及安全保障更为突出
- 第七代索纳塔重点在于中国风，它引起了中国消费者的广泛关注[來源請求]
- 第八代索纳塔于2019年震撼推出，流动线条的设计更加推出了它的外表于设计

## 歷史

### 第一代（Y1；1985）

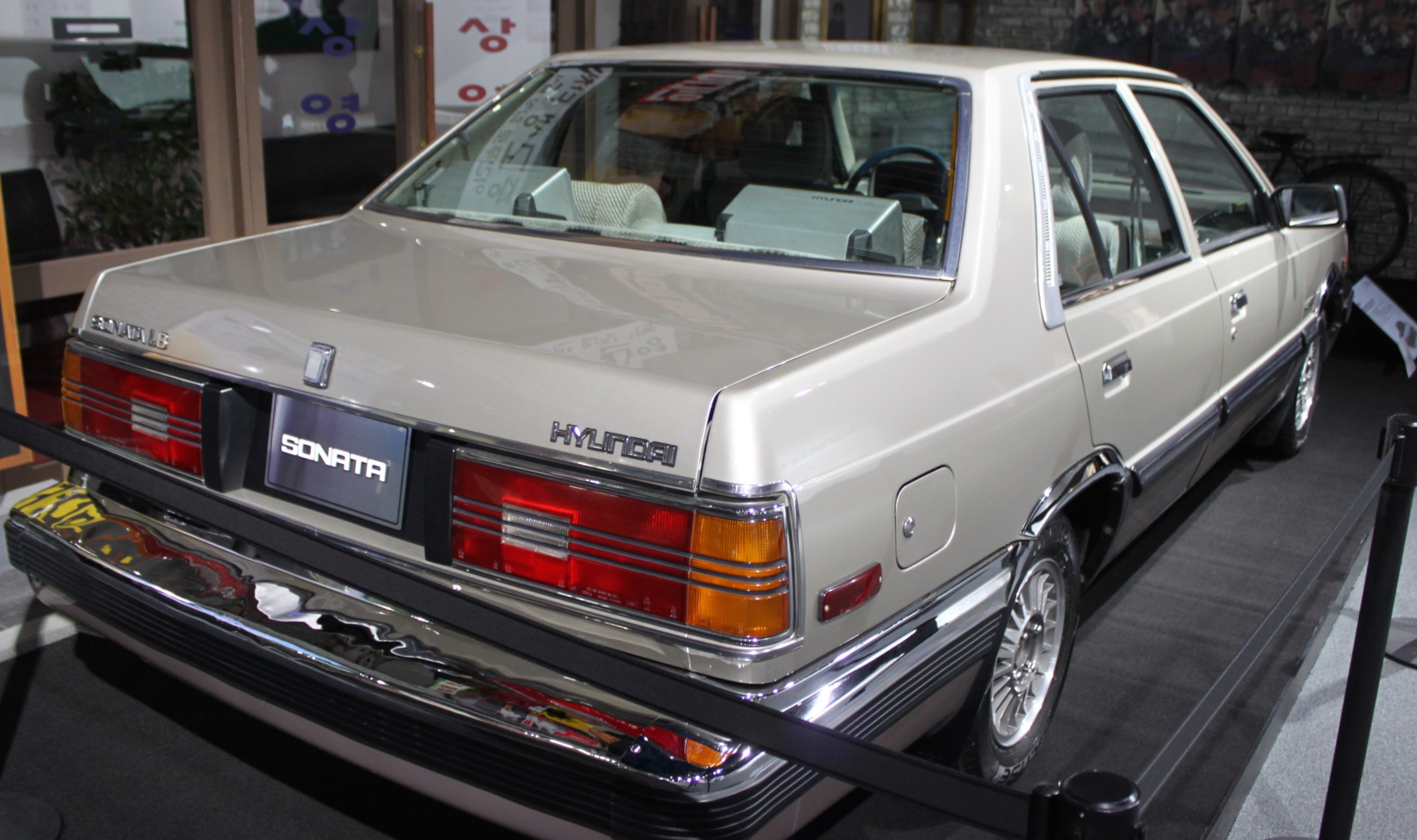
1987 現代Sonata（南韓）

### 第二代（Y2；1988）
索纳塔（Y2）是Excel系列汽車在北美取得成功之后现代汽车扩张计划中的一部分，它的引擎源自三菱汽车。它的外形由ItalDesign的乔治亚罗设计。
索纳塔虽说是现代汽车设计的，但在工程上仍然有三菱汽车的特征，包括在美国市场型号中采用的2.4L/110HP (82KW)直列四缸发动机。其它市场采用的是1.8L/95HP和2.0L/131HP发动机。1990年开始采用3.0L的V6发动机。
美国市场在1992年采用了2.0L的发动机来取代原来的2.4L。

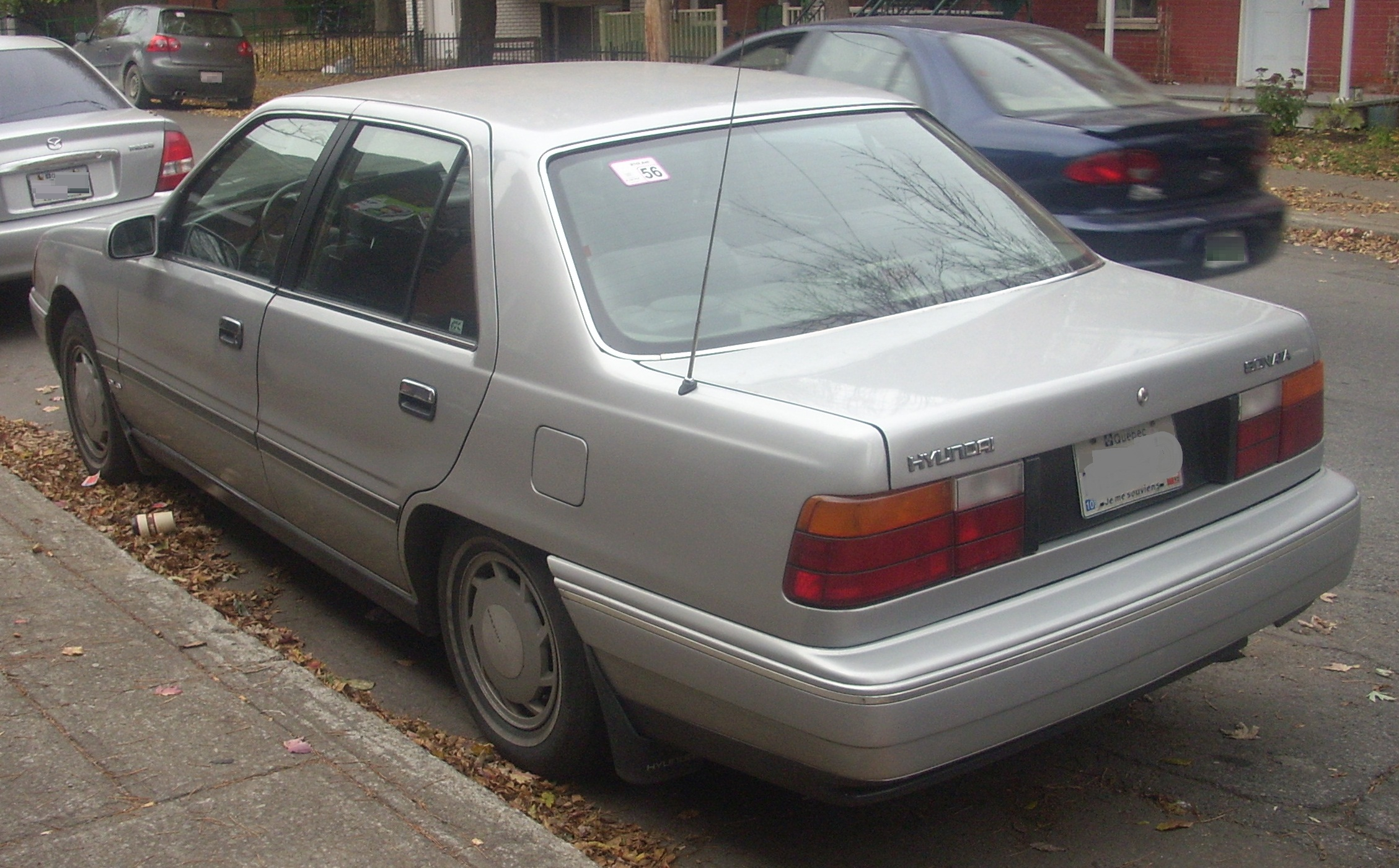
現代Sonata Y2（加拿大；改款前）
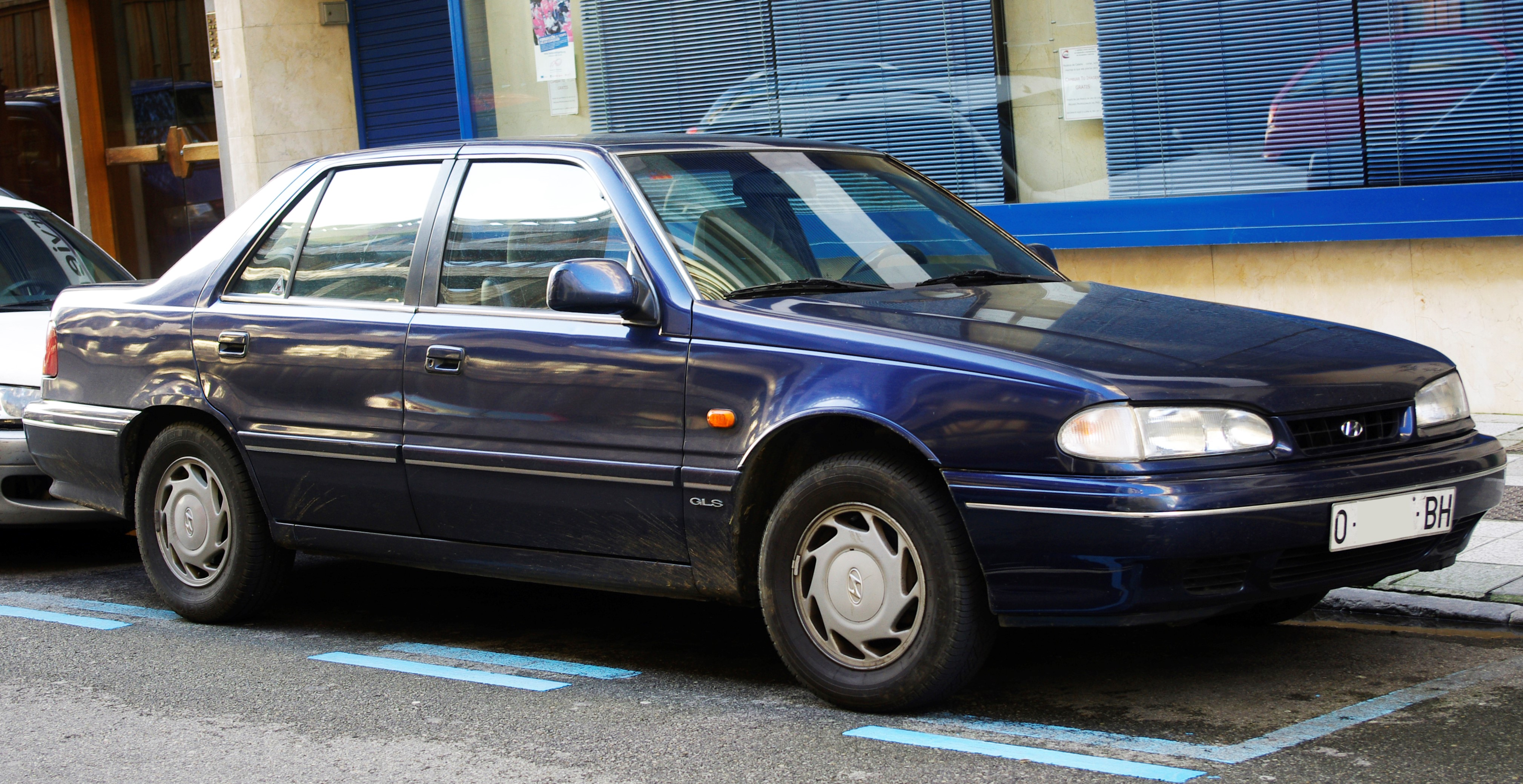
現代Sonata Y2（西班牙；改款後）
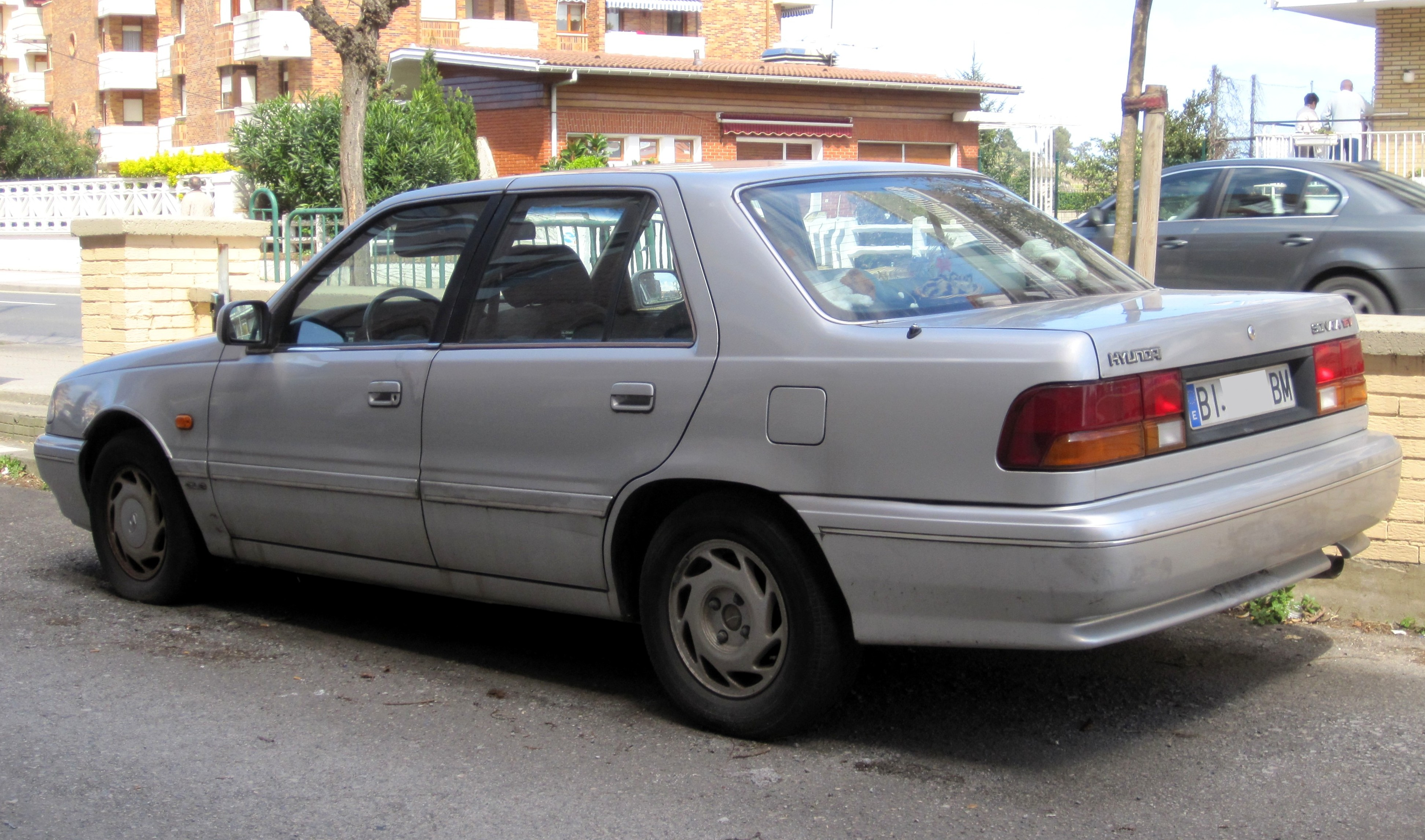
現代Sonata Y2（西班牙；改款後）

### 第三代（Y3；1993）
重新设计的索纳塔（Y3）已经有了较为现代的外观，与本田雅阁特别是马自达626有异曲同工之处。美国市场采用的是2.0L/126HP直列四缸发动机，但是在某些市场还有3.0L/142HP的V6发动机可供选择。

#### 1996年

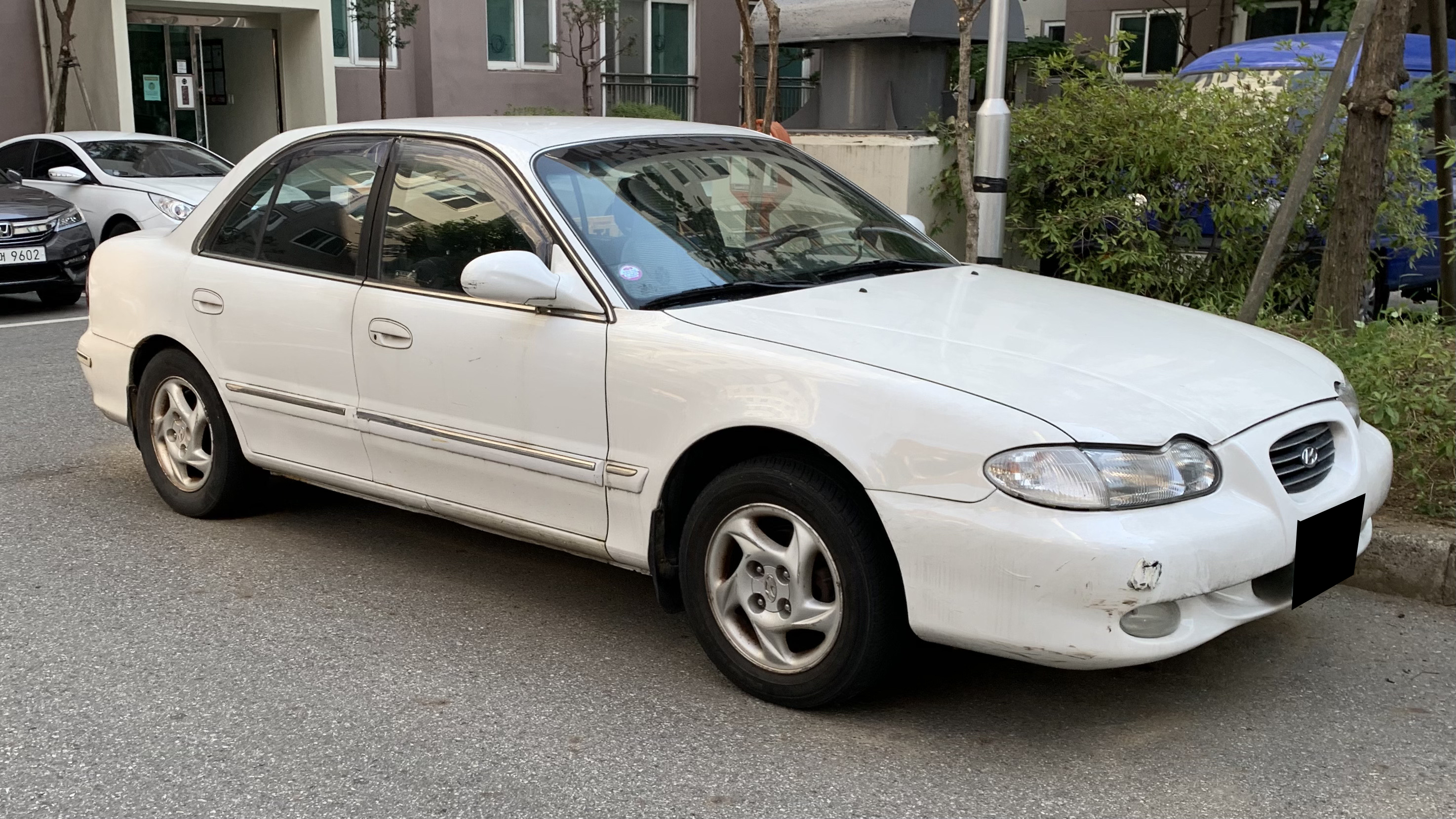
1996年起的现代索纳塔（Y3）

3.0L/142HP的V6发动机在1995年被使用到索纳塔（Y3）上。这一年四缸发动机也升级到137HP（102KW）。1996年这一款的外形看起来更加高档，它的前灯区域隐约有捷豹和梅塞德斯-奔驰的样子，它的后部也看起来更加高级，只有中间部分仍然保持原样。这一年的销量上涨了25%。

### 第四代（EF；1998）
1998年新款车上市。风格上稍许减少了一些侵略性，在当年早些时候的一场现代汽车展上推出。这款重新设计保留了德国风格，但是又不经意间增添了与Ford Taurus的类同之处。
发动机包括1.8L/134HP、2.0L/149HP、2.4L/149HP (111KW)的直列四缸和一款令人难忘的2.5L/170HP (127KW)的V6。十年的品质保证连同高档的感觉和依旧低廉的价格，现代汽车在美国赢得了大量的用户。

#### 2001年

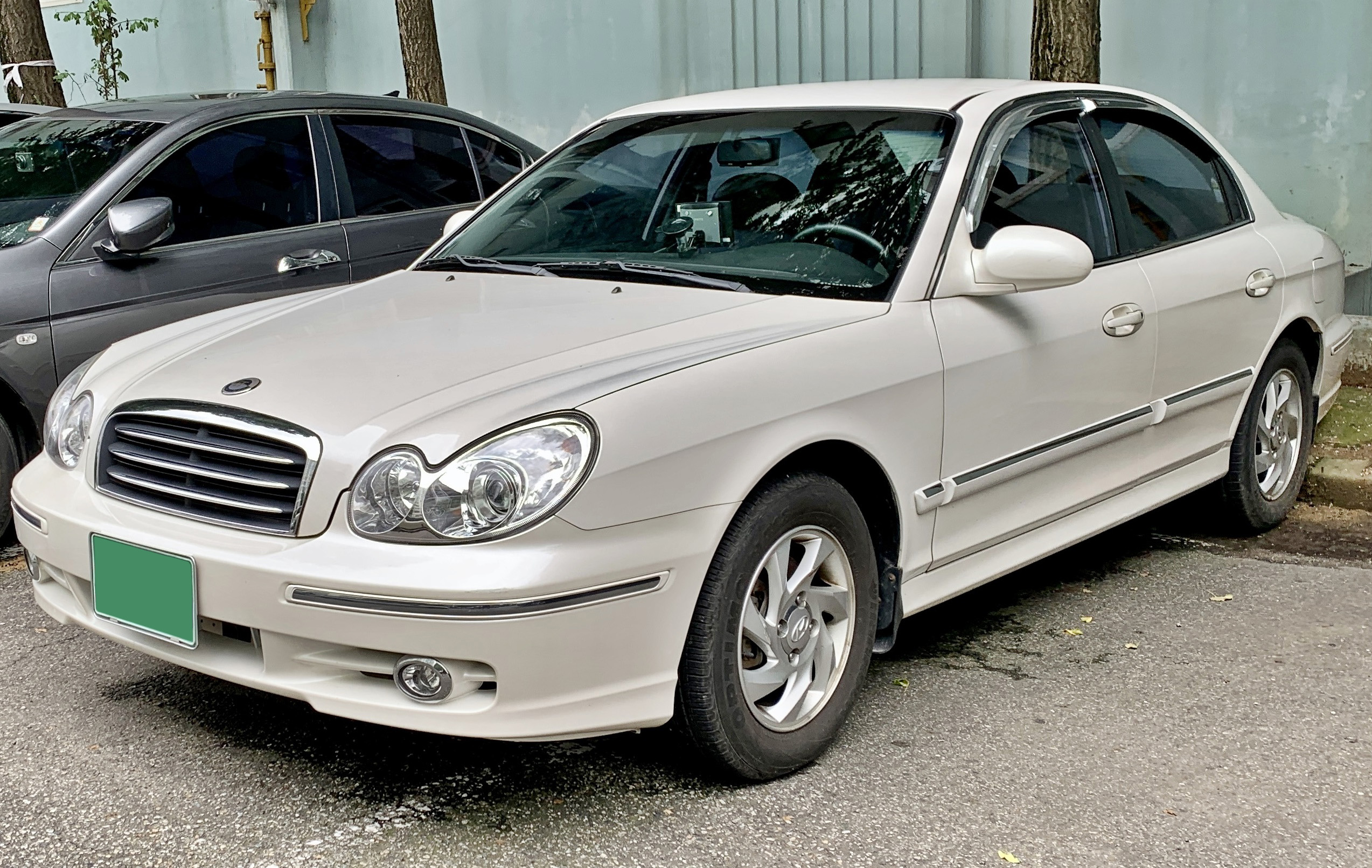
2001年起的现代索纳塔（EF）

2000年在原有的基础上加上了一个与梅塞德斯-奔驰E级相似的外观。该款新车2002年在美国上市。V6发动机被升级到2.7L，但输出仍为170HP。2004年销量为104000辆。
起亚远舰在这一代的索纳塔平台上开发，它们共用车门和一些其它面板。

### 第五代（NF；2004）
2004年一款动力更加强劲的索纳塔（NF）在韩国投入市场。车的风格隐约来自于多款同级车，例如本田雅阁和奥迪A6。
上市时的发动机包括可由汽油或天然气驱动的2.0L直列四缸、2.4L/160HP (119KW)、3.3L/235HP (175KW)的LambdaV6。
最新的升级将使用在2002年上市的美国车型上。现代汽车希望能够继续在包括丰田凱美瑞、本田雅阁、Nissan Altima在内的主流竞争中从豪华和经济方面赢得胜利。
新索纳塔比上一代长2英尺、高1英尺。美国环境保护署现在将索纳塔归入大型轿车。它的最低销价为18500美元，一台V6的索纳塔价值21500美元。

#### 圖片集

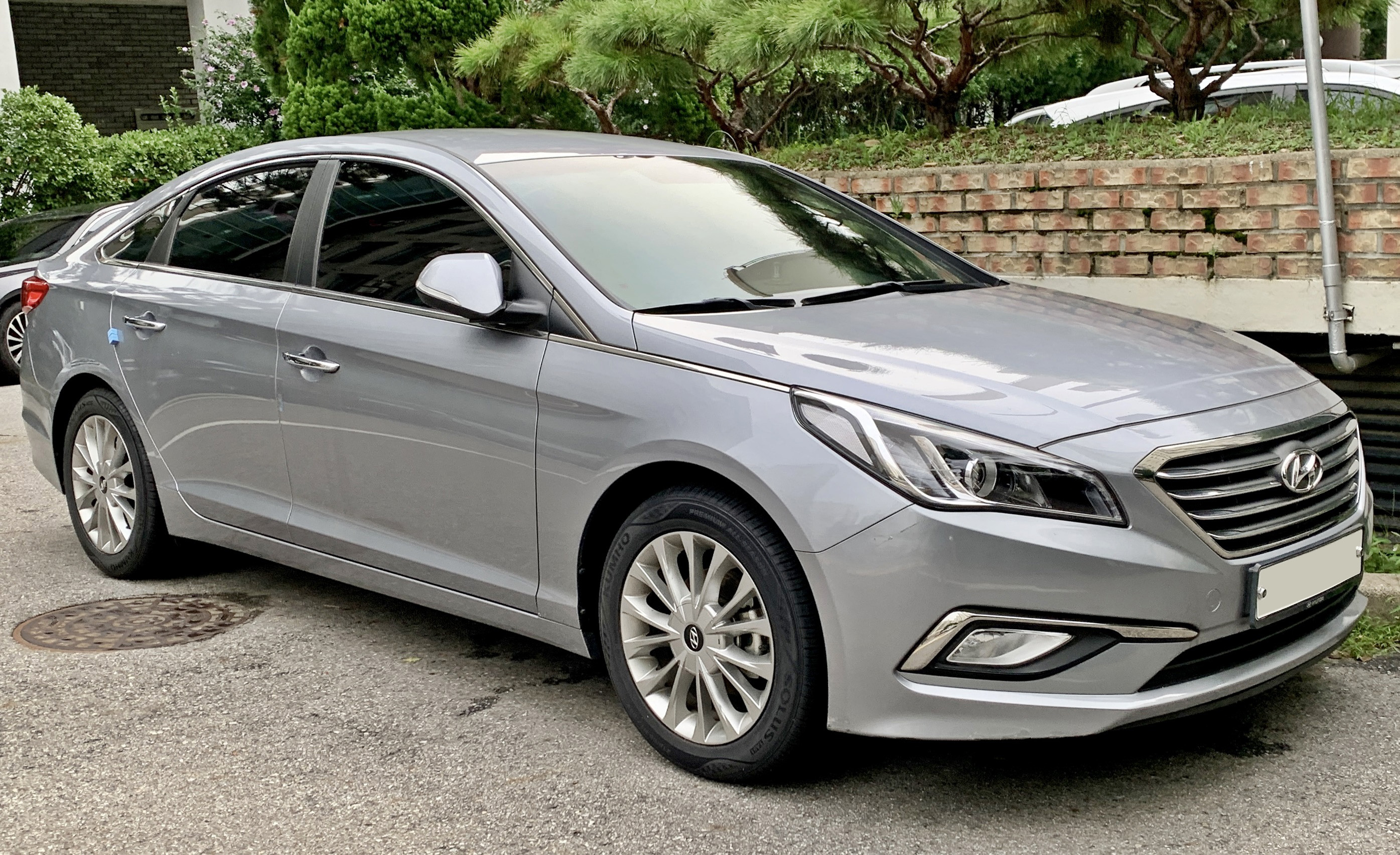
前側
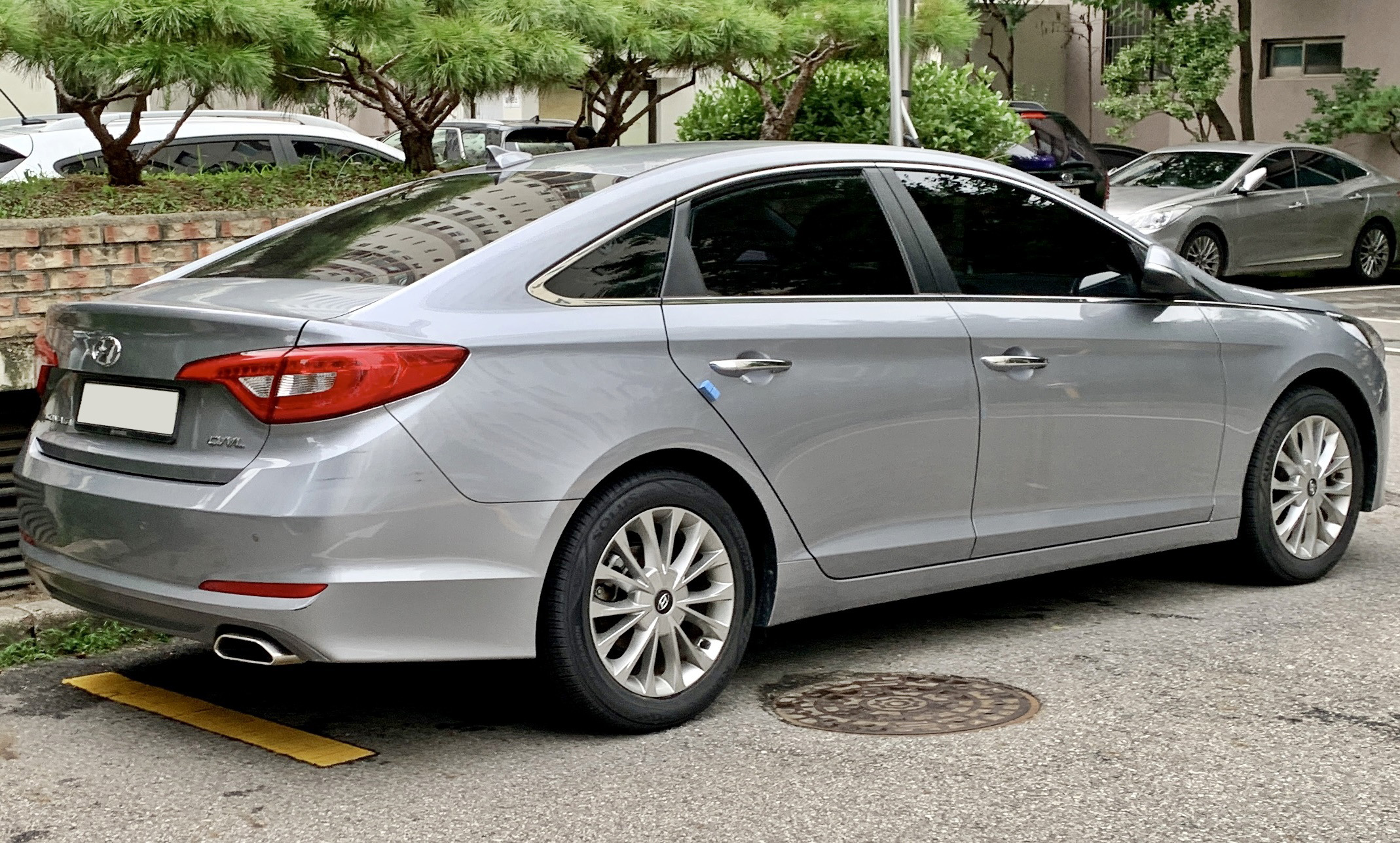
後側
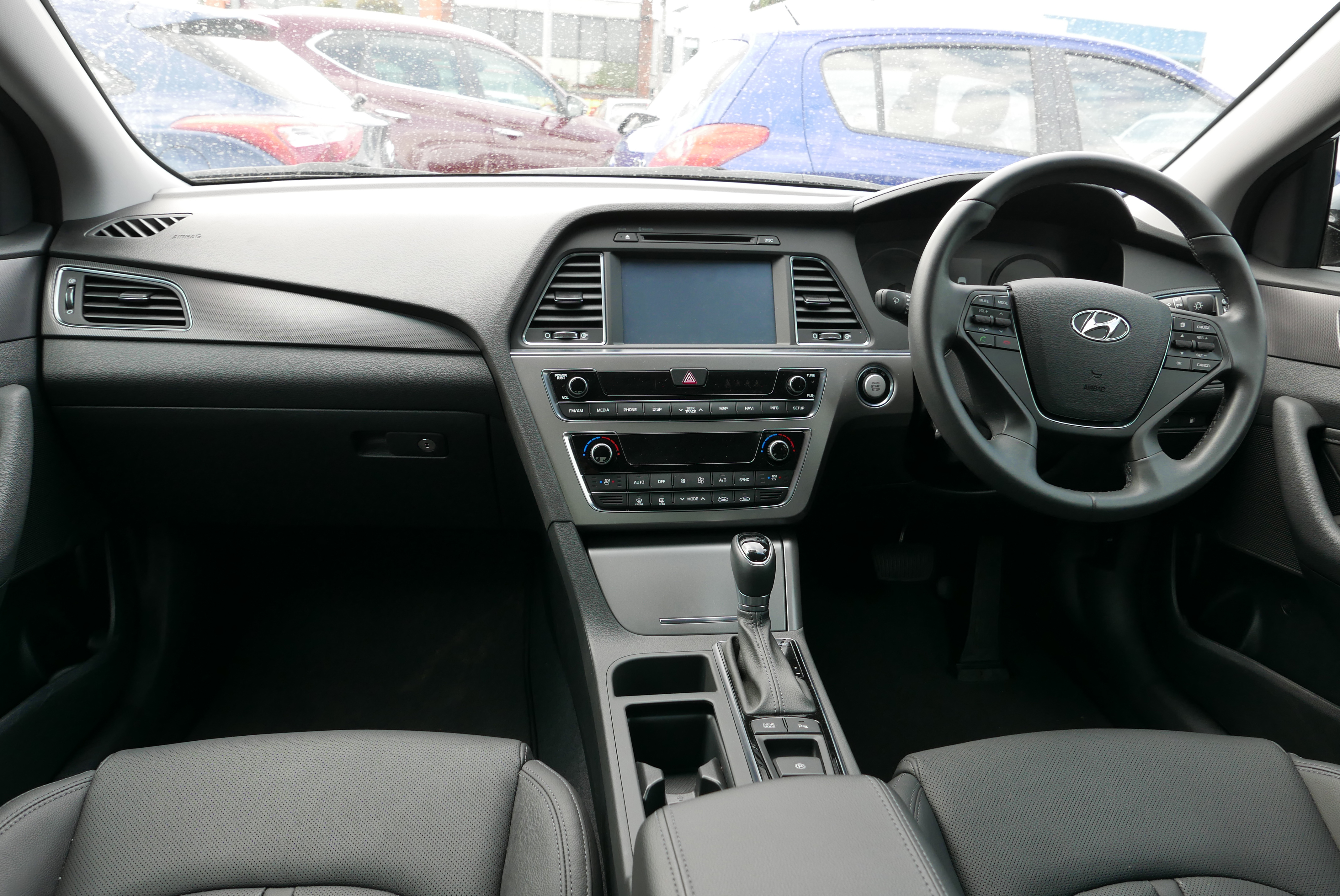
內裝

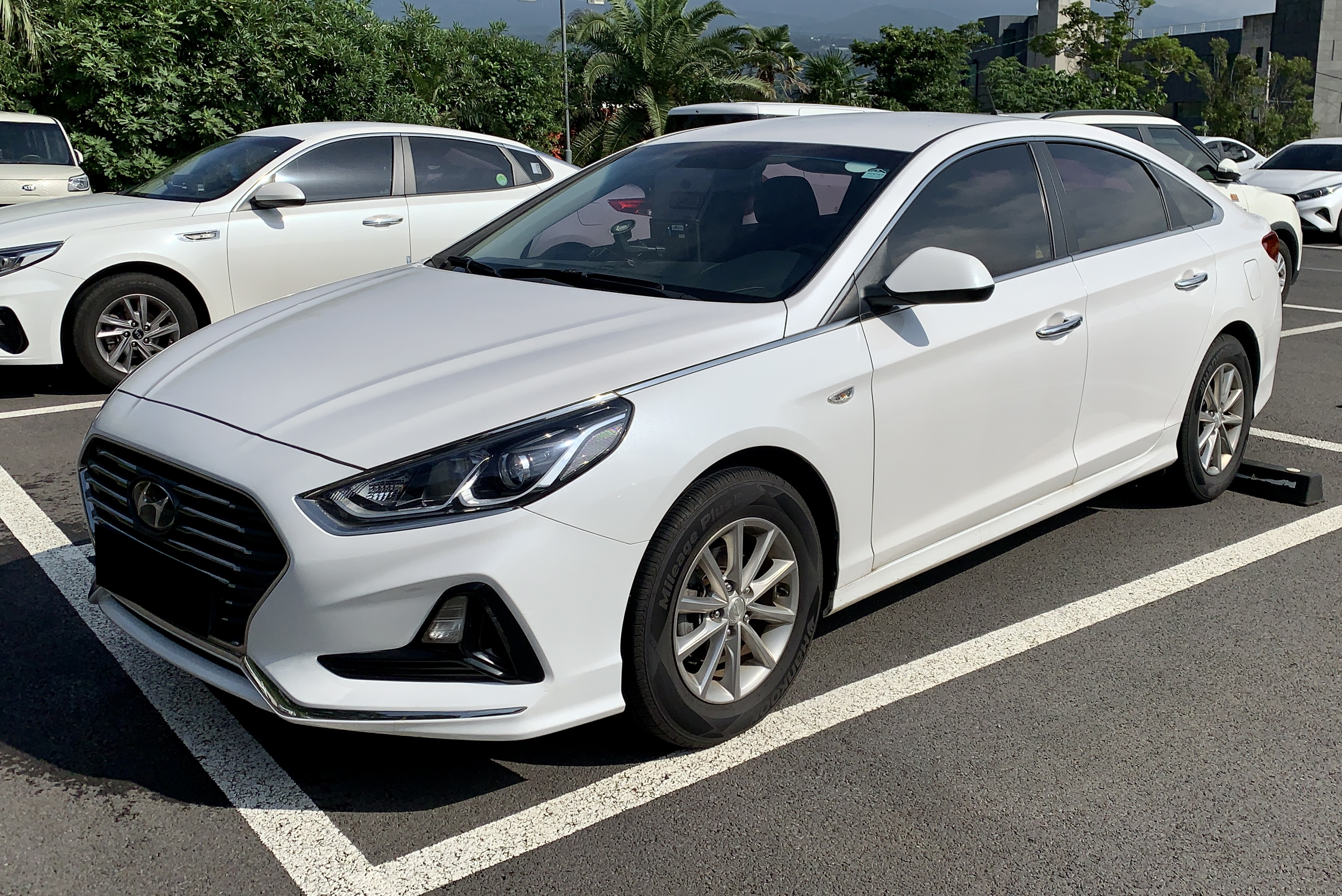
前側
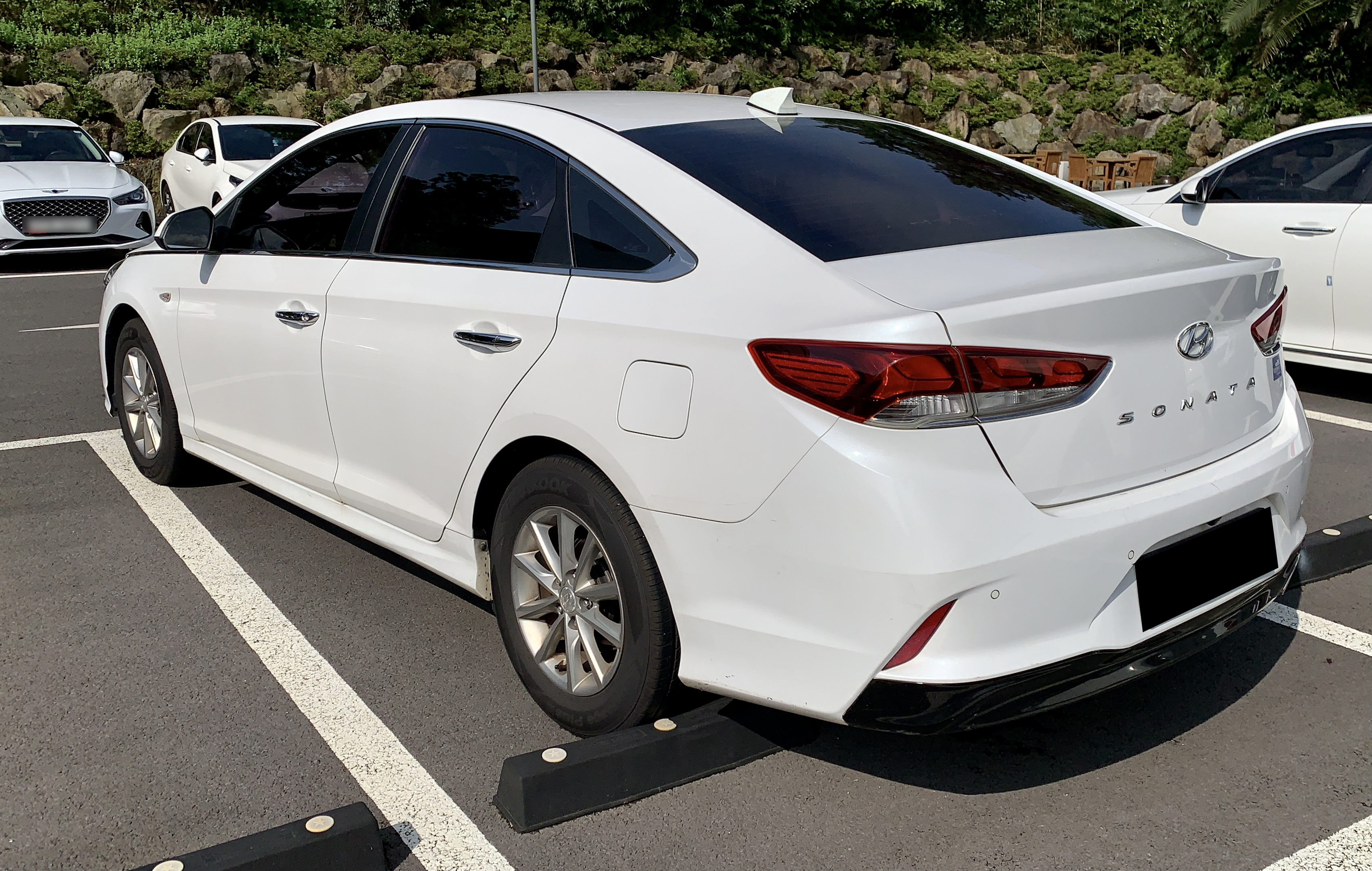
後側
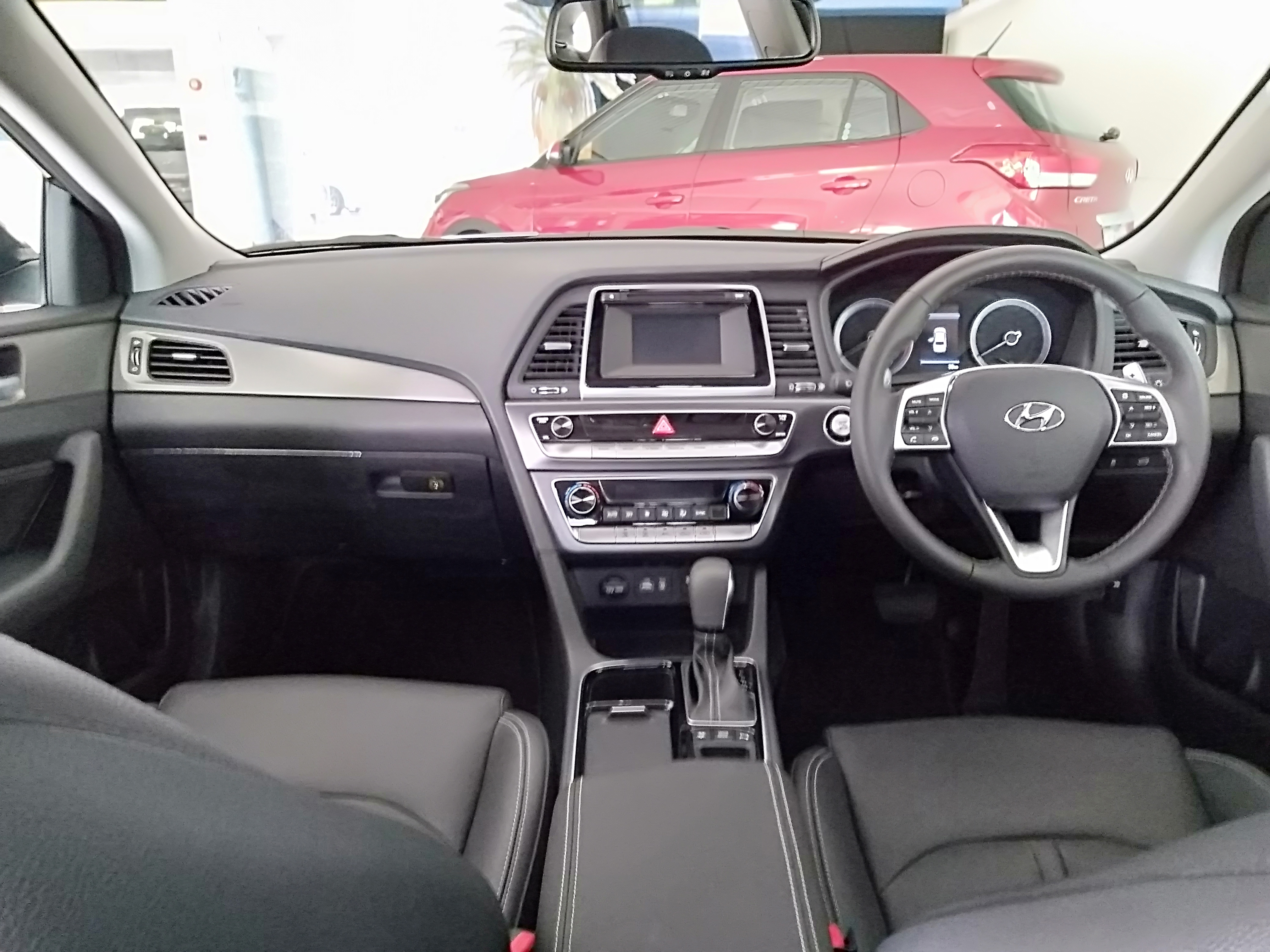
內裝

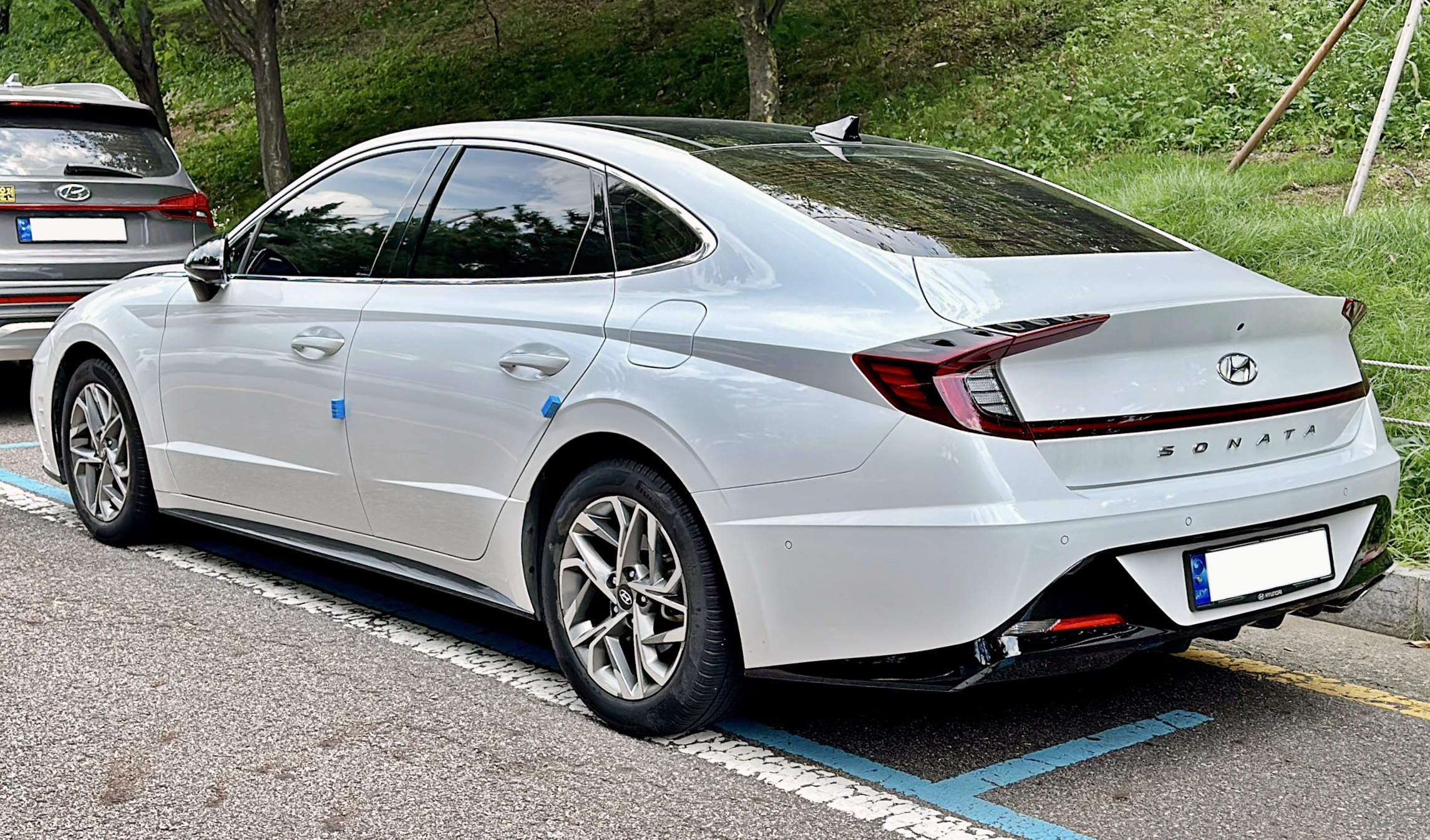
後側
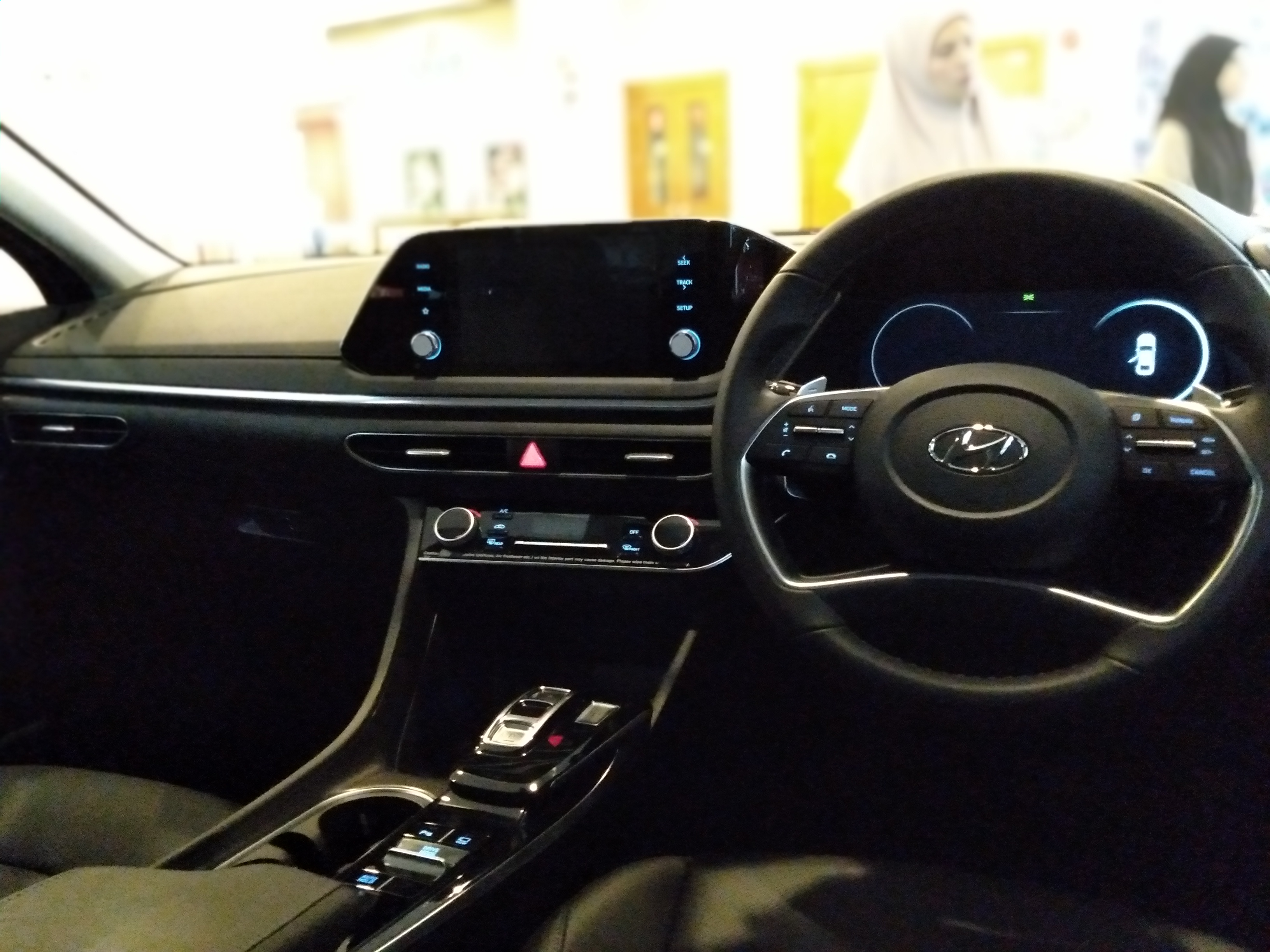
內裝
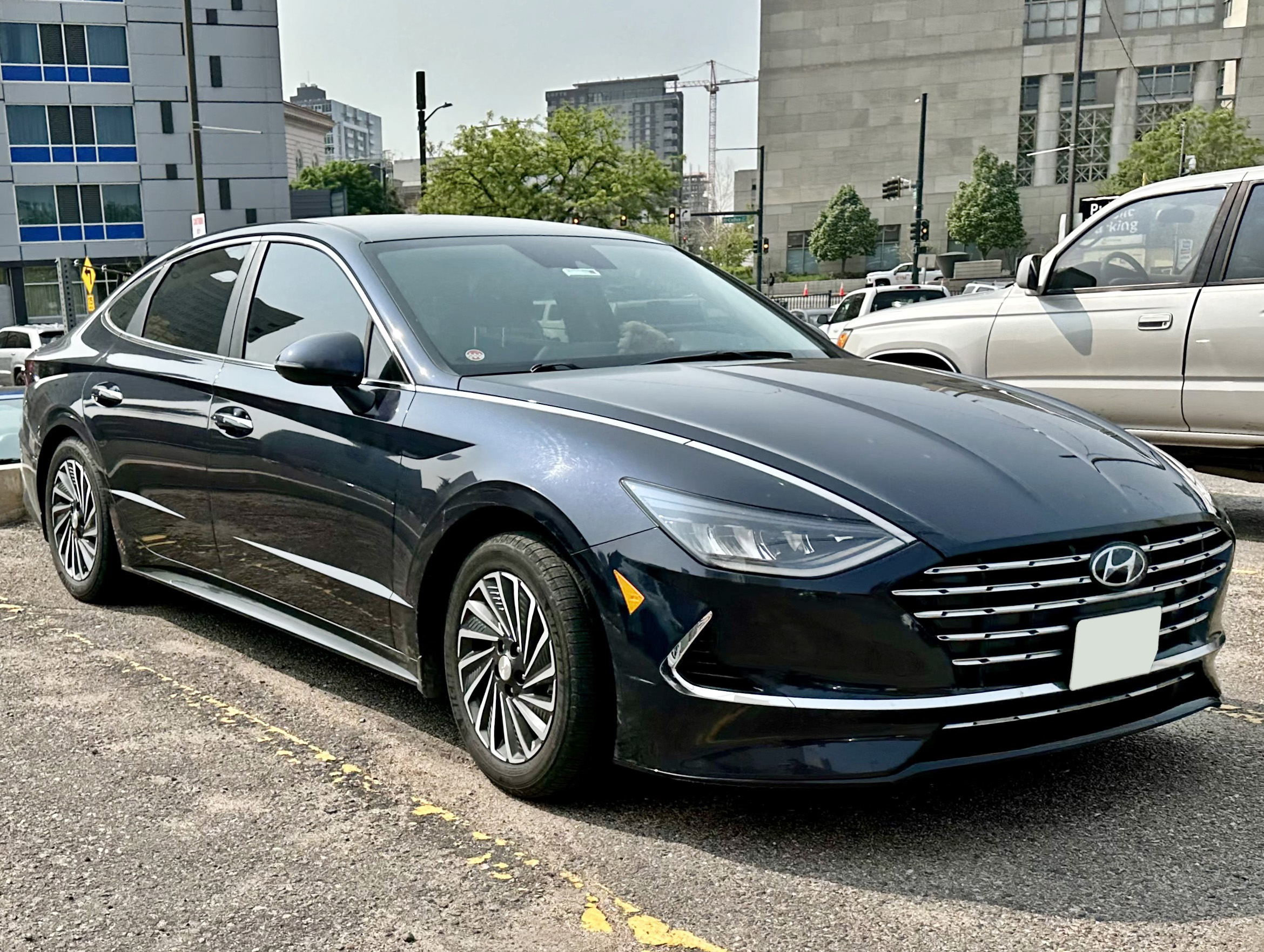
混合動力版本

改款前

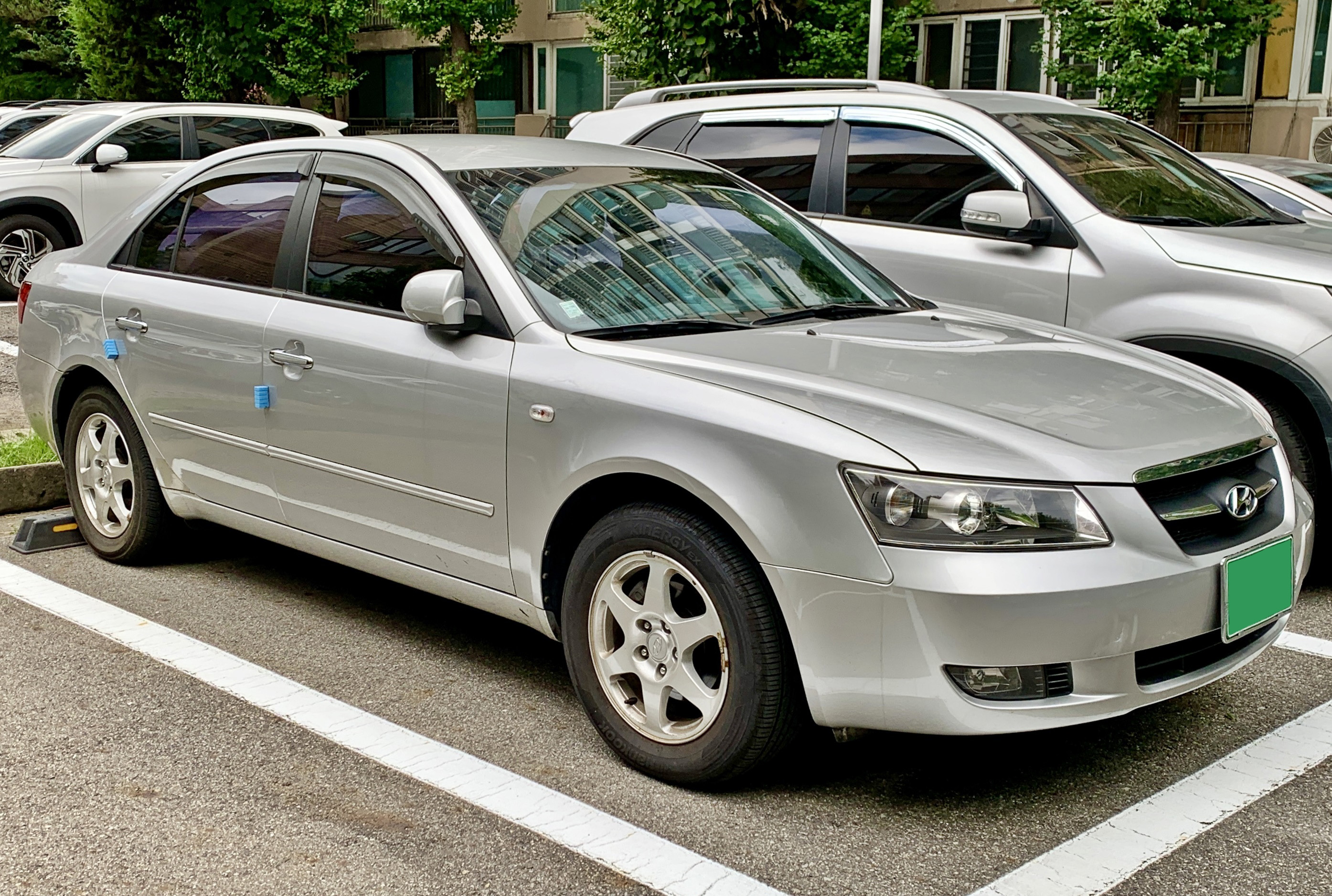
前側
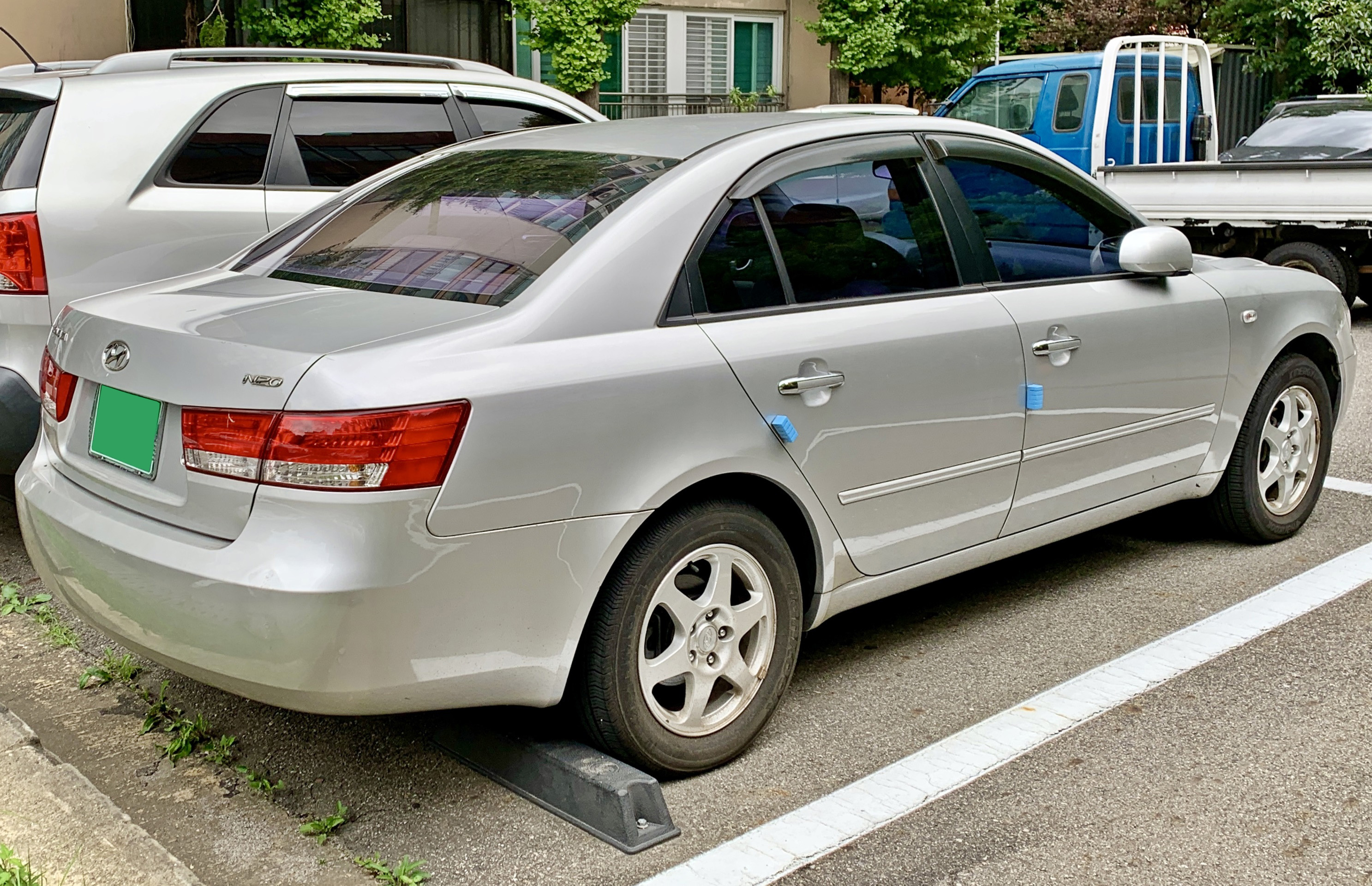
後側

改款後

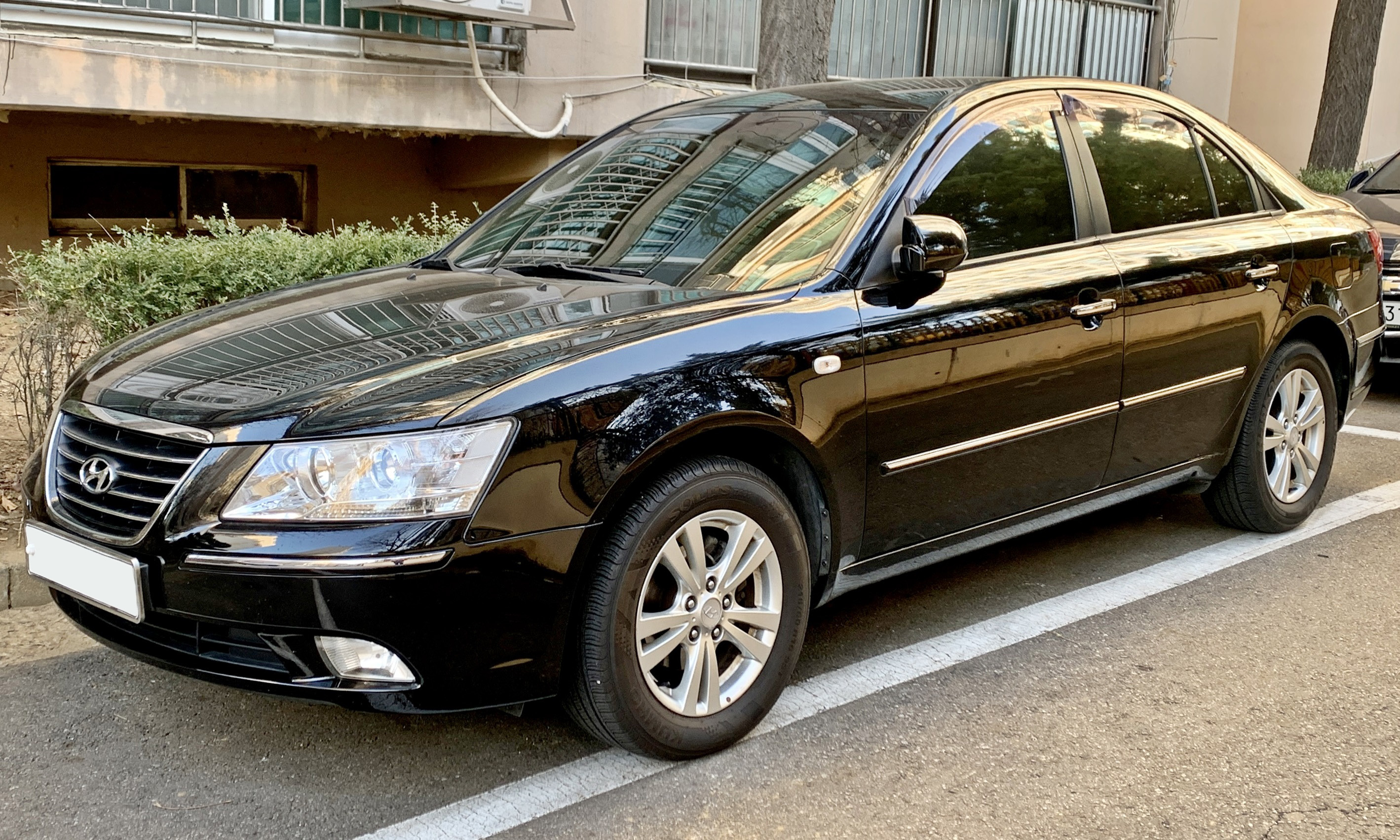
前側
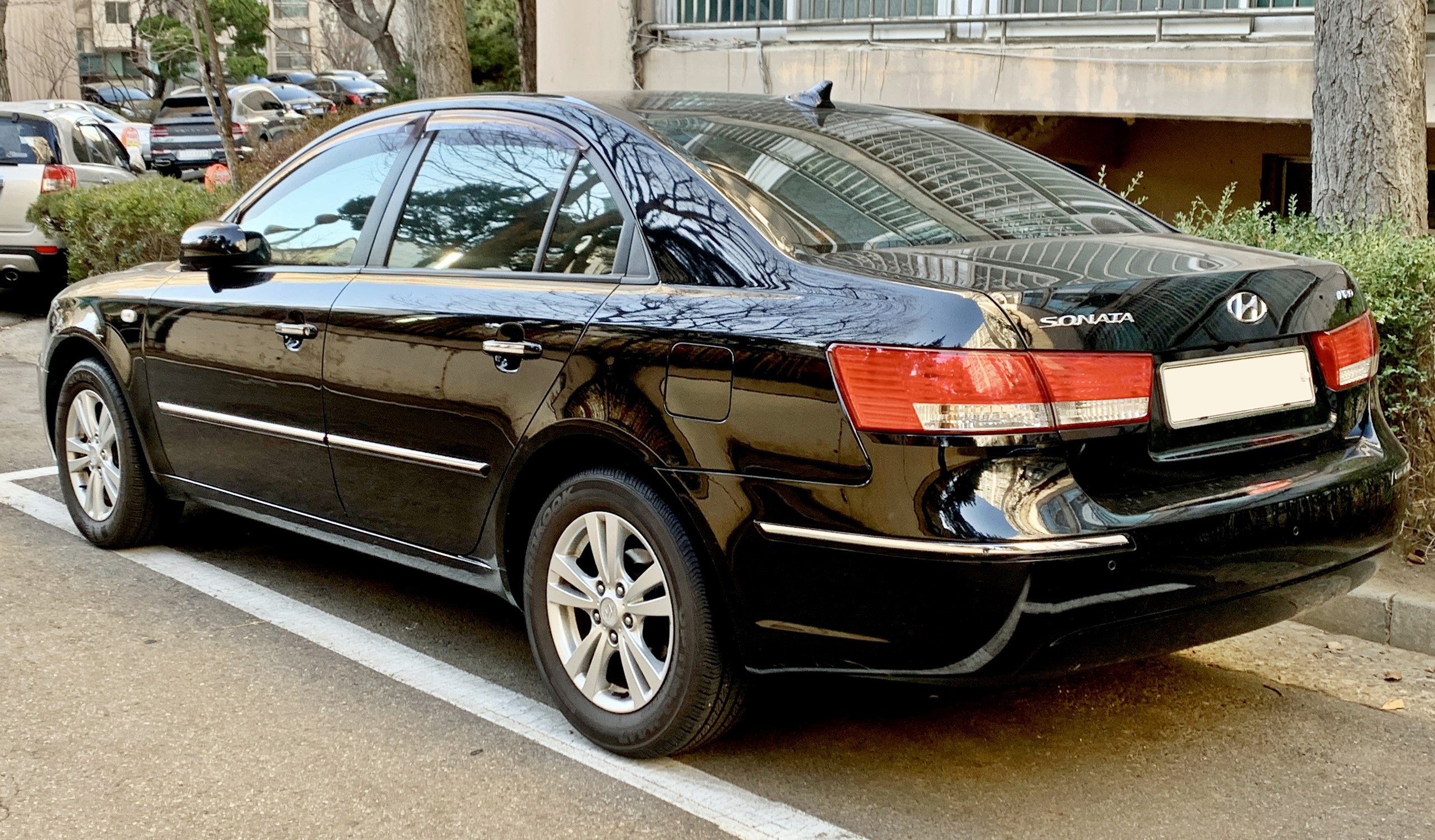
後側

#### Sonata领翔
领翔是現代汽車在中國推出的索纳塔（NF）雙生車款，於2008年第六屆廣州車展首次亮相。

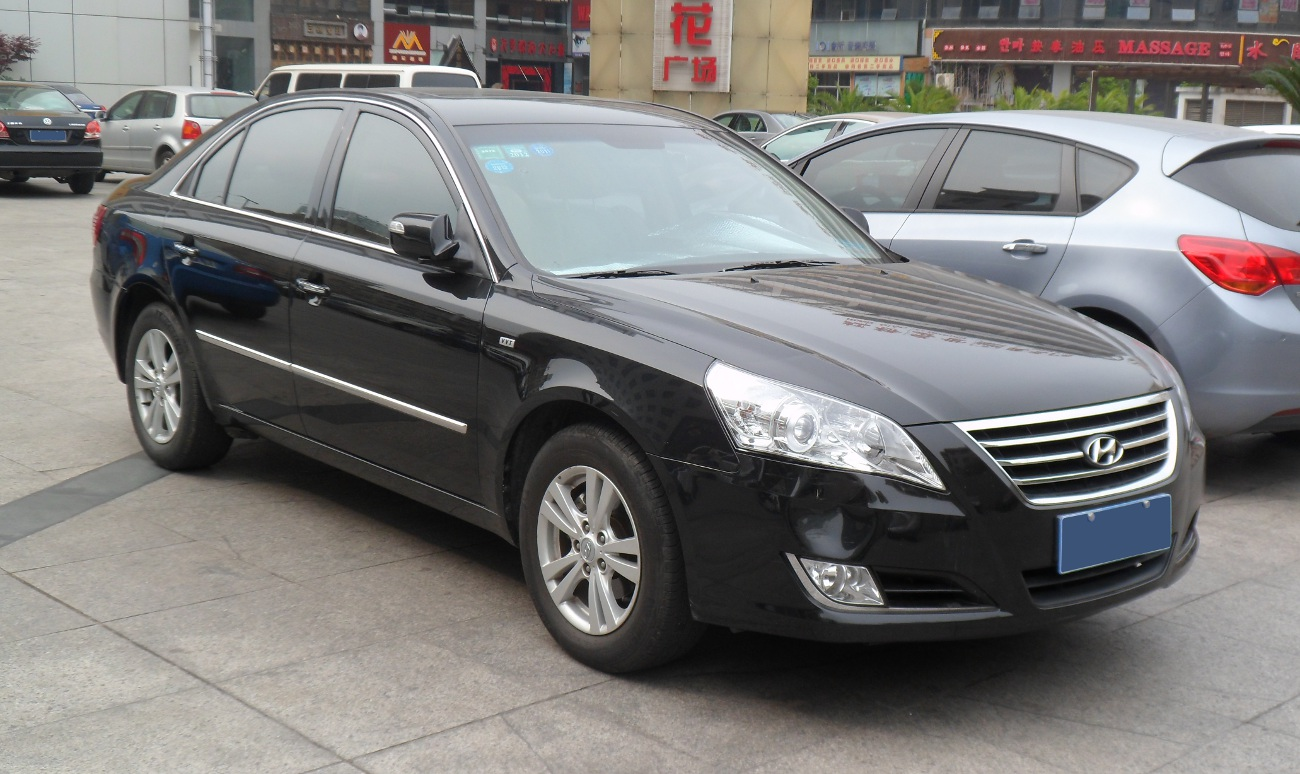
2009–2011 現代Sonata领翔（中國）
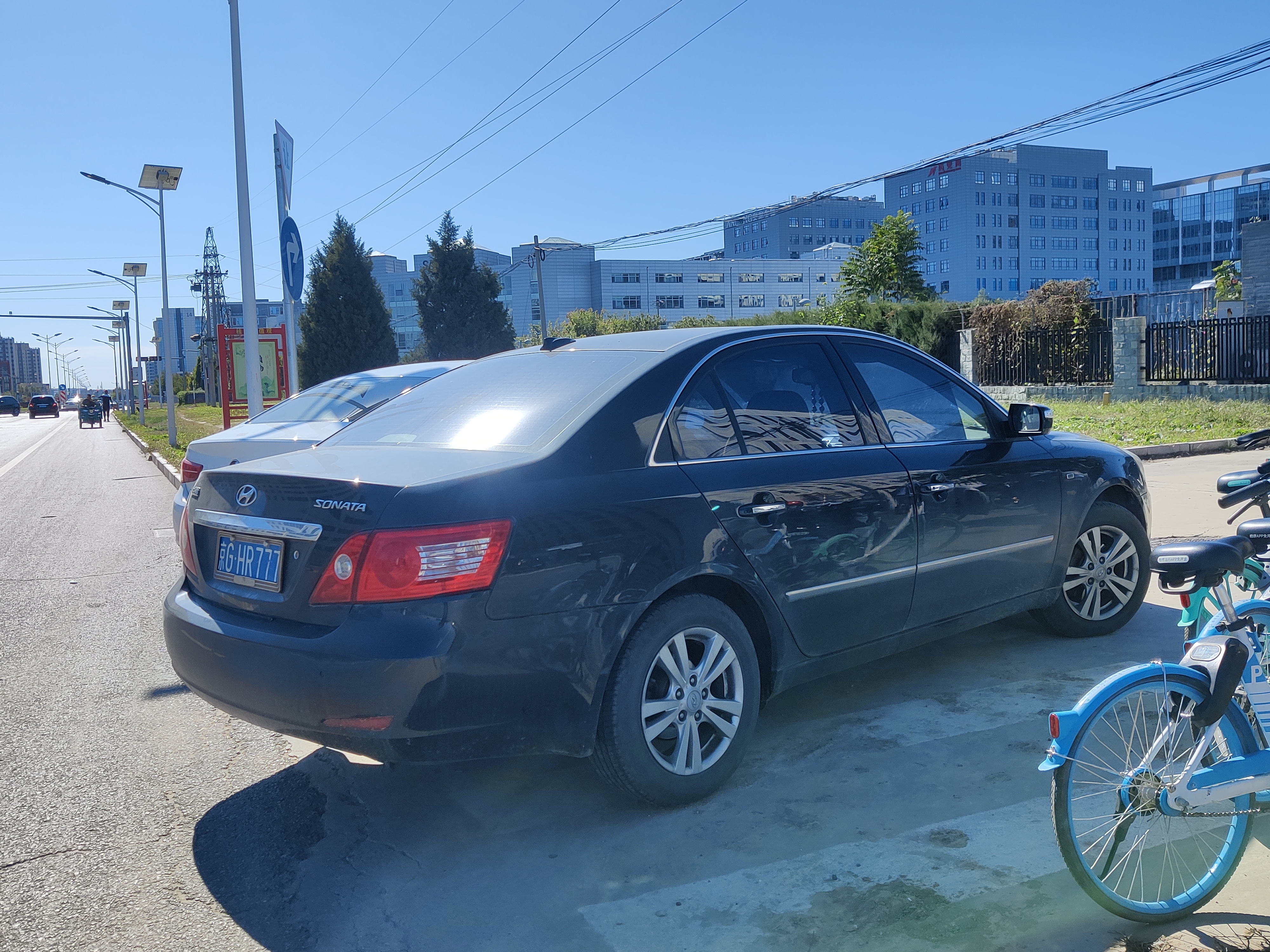
後側

### 第六代（YF；2009）
第六代索纳塔在安全性方面也给了广大消费者一个定心丸。分别在车辆控制，上坡问题以及轮胎和制动方面采用了最先进的控制系统，更多的设置人员在考虑车本身的舒适性同时，更加关注的是车的安全性。

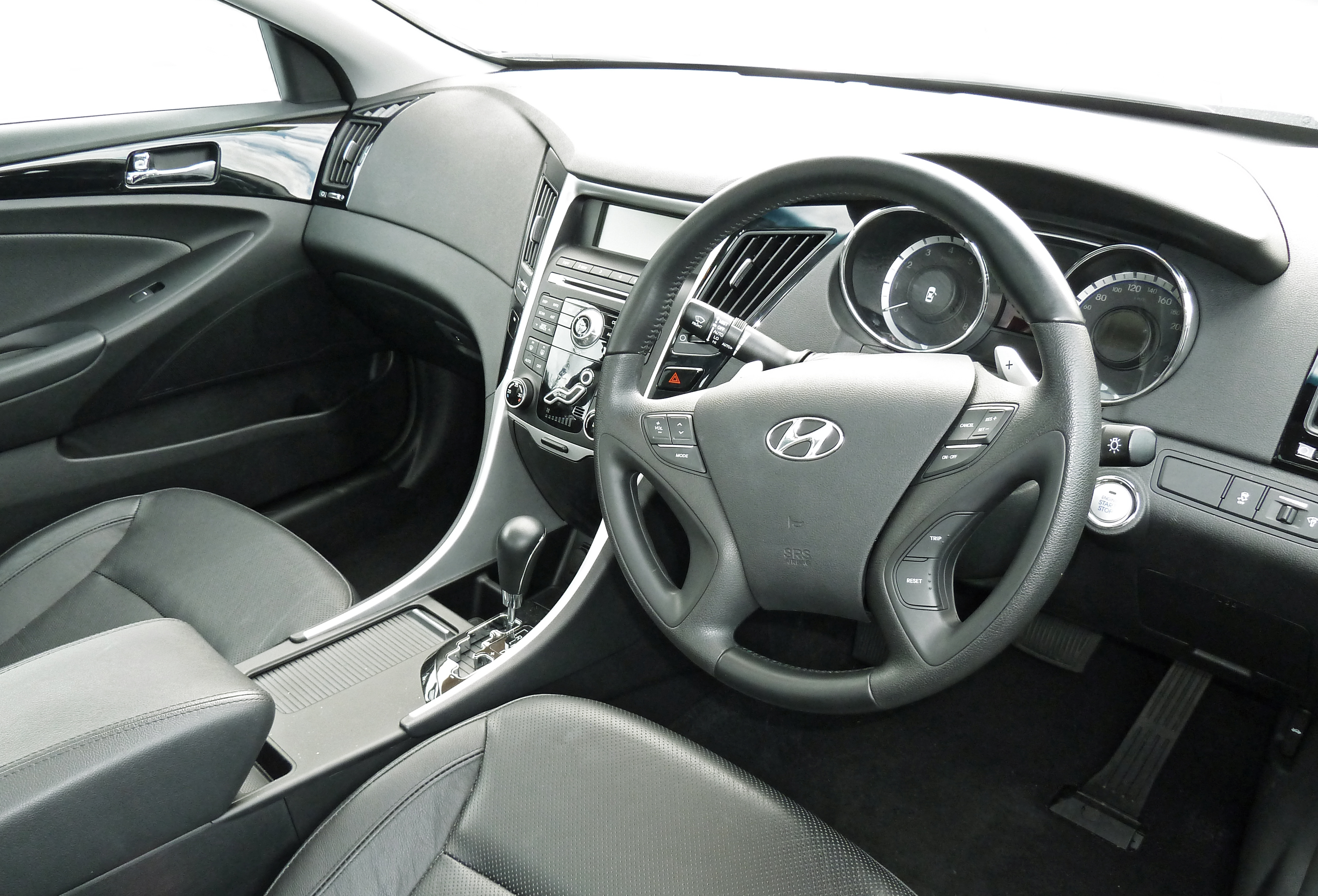
內裝

### 第七代（LF；2014）

#### 圖片集
改款前
- 前側
- 後側
- 內裝

改款後
- 前側
- 後側
- 內裝

### 第八代（DN8；2019）

#### 動力總成
| 型號                                       | 年份     | 變速            | 馬力 | 扭力 | 加速表現 0–100 km/h (0-62 mph) （官方） | 極速                |
| 汽油                                       | 汽油     | 汽油            | 汽油 | 汽油 | 汽油                                    | 汽油                |
| ------------------------------------------ | -------- | --------------- | --- | --- | --------------------------------------- | ------------------- |
| Smartstream G1.5 T-GDI                     | 2019至今 | 7速雙離合變速箱 | 170 PS（125 kW；168 hp） @ 5,500 rpm | 25.8 kg·m（253 N·m；187 lbf·ft） @ 1,500–4,000 rpm                                                            |                                         | 210 km/h（130 mph） |
| Smartstream G1.6 T-GDI                     | 2019至今 | 8速雙離合變速箱 | 180 PS（132 kW；178 hp） @ 5,500 rpm | 27 kg·m（265 N·m；195 lbf·ft） @ 1,500–4,500 rpm                                                              |                                         |                     |
| Smartstream G2.0 T-GDI                     | 2019至今 | 8速雙離合變速箱 | 240 PS（177 kW；237 hp） @ 6,000 rpm | 36 kg·m（353 N·m；260 lbf·ft） @ 1,500–4,000 rpm                                                              |                                         | 240 km/h（149 mph） |
| Smartstream G2.0 MPI                       | 2019至今 | 6速自动变速器   | 152 PS（112 kW；150 hp） @ 6,200 rpm 160 PS（118 kW；158 hp） @ 6,500 rpm                                                                       | 19.6 kg·m（192 N·m；142 lbf·ft） @ 4,000 rpm 20.0 kg·m（196 N·m；145 lbf·ft） @ 4,800 rpm                     | 10.5s (152PS)                           | 200 km/h（124 mph） |
| Smartstream G2.5 MPI                       | 2019至今 | 6速自动变速器   | 180 PS（132 kW；178 hp） @ 6,000 rpm | 23.7 kg·m（232 N·m；171 lbf·ft） @ 4,000 rpm                                                                  | 9.0s                                    | 210 km/h（130 mph） |
| Smartstream G2.5 GDI                       | 2019至今 | 8速自动变速器   | 194 PS（143 kW；191 hp） @ 6,100 rpm | 25 kg·m（245 N·m；181 lbf·ft） @ 4,000 rpm                                                                    |                                         |                     |
| Smartstream G2.5 T-GDI                     | 2020至今 | 8速雙離合變速箱 | 290 PS（213 kW；286 hp） @ 5,800 rpm | 43 kg·m（422 N·m；311 lbf·ft） @ 1,650–4,000 rpm                                                              | 6.2s                                    |                     |
| 混合動力                                   |          |                 | | |                                         |                     |
| Smartstream G2.0 GDI Hybrid                | 2019至今 | 6速自动变速器   | 152 PS（112 kW；150 hp） @ 6,000 rpm（引擎） 52 PS（38 kW；51 hp） @ 1,770–2,000 rpm（電動機） 195 PS（143 kW；192 hp） @ 6,000 rpm（綜合輸出） | 19.2 kg·m（188 N·m；139 lbf·ft） @ 5,000 rpm（引擎） 20.9 kg·m（205 N·m；151 lbf·ft） @ 0–1,770 rpm（電動機） | 8.3s                                    | 200 km/h（124 mph） |
| Smartstream G2.0 GDI Plug-in Hybrid (PHEV) | 2019至今 | 6速自动变速器   | 152 PS（112 kW；150 hp） @ 6,000 rpm（引擎） 68 PS（50 kW；67 hp） @ 1,770–2,000 rpm（電動機） 205 PS（151 kW；202 hp） @ 6,000 rpm（綜合輸出） | 19.2 kg·m（188 N·m；139 lbf·ft） @ 5,000 rpm（引擎） 20.9 kg·m（205 N·m；151 lbf·ft） @ 0–1,770 rpm（電動機） | 8.5 s                                   | 200 km/h（124 mph） |
| LPG                                        |          |                 | | |                                         |                     |
| Smartstream L2.0 LPI                       | 2019至今 | 6速自动变速器   | 146 PS（107 kW；144 hp） @ 6,000 rpm | 19.5 kg·m（191 N·m；141 lbf·ft） @ 4,200 rpm                                                                  |                                         |                     |

#### 安全
| 測試項目        | 成績 |
| --------------- | ---- |
| 40%正面偏置碰撞 | 優秀 |
| 側面碰撞        | 優秀 |
| 車頂強度測試    | 優秀 |

#### 圖片集
- 後側
- 內裝
- 混合動力版本

## 外部連結
- 官方网站
- 官方网站（現代N - N-Line）